# Brzęczyk
Brzęczyk (lub z ang. buzzer, ew. buzer, beeper, buczek) – sterowany elektrycznie sygnalizator akustyczny.

## Rodzaje brzęczyków
- brzęczyk elektromechaniczny – konstrukcją przypomina dzwonek elektryczny pozbawiony metalowej czaszy i uderzającego weń młoteczka, w wyniku czego urządzenie wydaje dźwięk przypominający brzęczenie (stąd też pochodzi nazwa); tego typu brzęczyk można uzyskać z przekaźnika elektromagnetycznego łącząc go w taki sposób, aby przerywał swój własny obwód sterujący
- brzęczyk elektromagnetyczny – konstrukcją przypomina miniaturowy głośnik, gdzie elementem generującym dźwięk jest metalowa membrana przytwierdzona do magnesu poruszającego się w polu magnetycznym cewki
- brzęczyk piezoelektryczny – działa w oparciu o zjawisko piezoelektryczne – elementem generującym dźwięk jest membrana przytwierdzona do płytki wykonanej z piezoelektryka, która zmienia swój kształt pod wpływem napięcia elektrycznego generując w ten sposób dźwięk

Brzęczyki elektromagnetyczne oraz piezoelektryczne są dostępne z wewnętrznym generatorem oraz bez generatora. Brzęczyki z wbudowanym generatorem są proste w użyciu, gdyż wymagają jedynie podania napięcia zasilającego. Brzęczyki bez generatora są trudniejsze w użyciu – do ich sterowania wymagany jest zewnętrzny układ generujący napięcie okresowe potrzebne do wysterowania przetwornika elektroakustycznego.

## Zastosowania
Brzęczyki są powszechnie stosowane do sygnalizacji wciśnięcia klawisza oraz innych zdarzeń w artykułach gospodarstwa domowego, manipulatorach systemów alarmowych, kasach fiskalnych, elektronice samochodowej (np. alarm informujący o pozostawieniu włączonych świateł) czy też multimetrach cyfrowych.
Duże, wydające donośny dźwięk buczki, stosowane są w sygnalizacjach ostrzegawczych – np. w kolejnictwie (ostrzeganie w trakcie opuszczania rogatek), w przemyśle (ostrzeganie o poruszających się urządzeniach transportu bliskiego, zamykanych automatycznie wrotach, grodziach) itp.

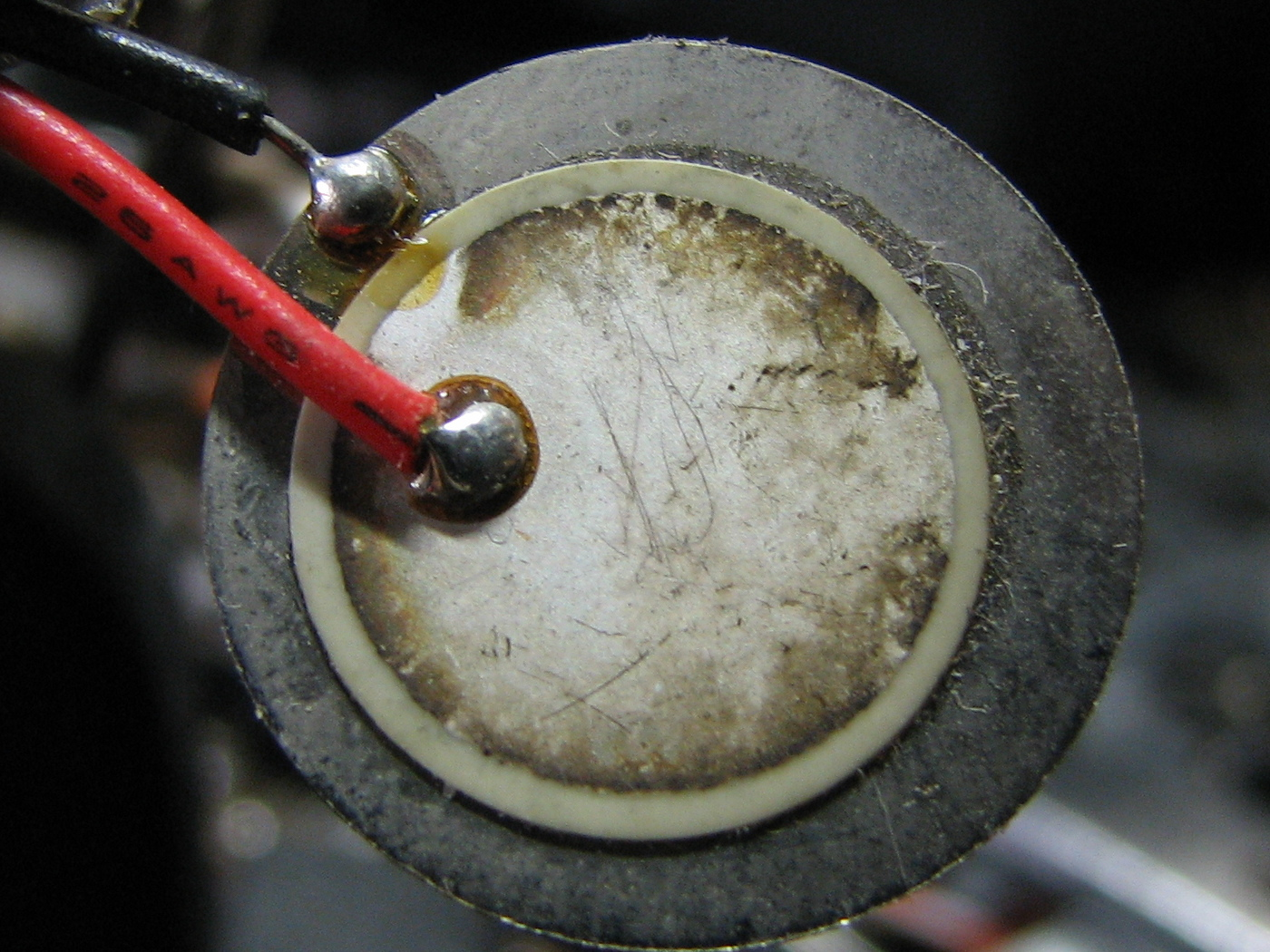
Miniaturowy brzęczyk piezoelektryczny
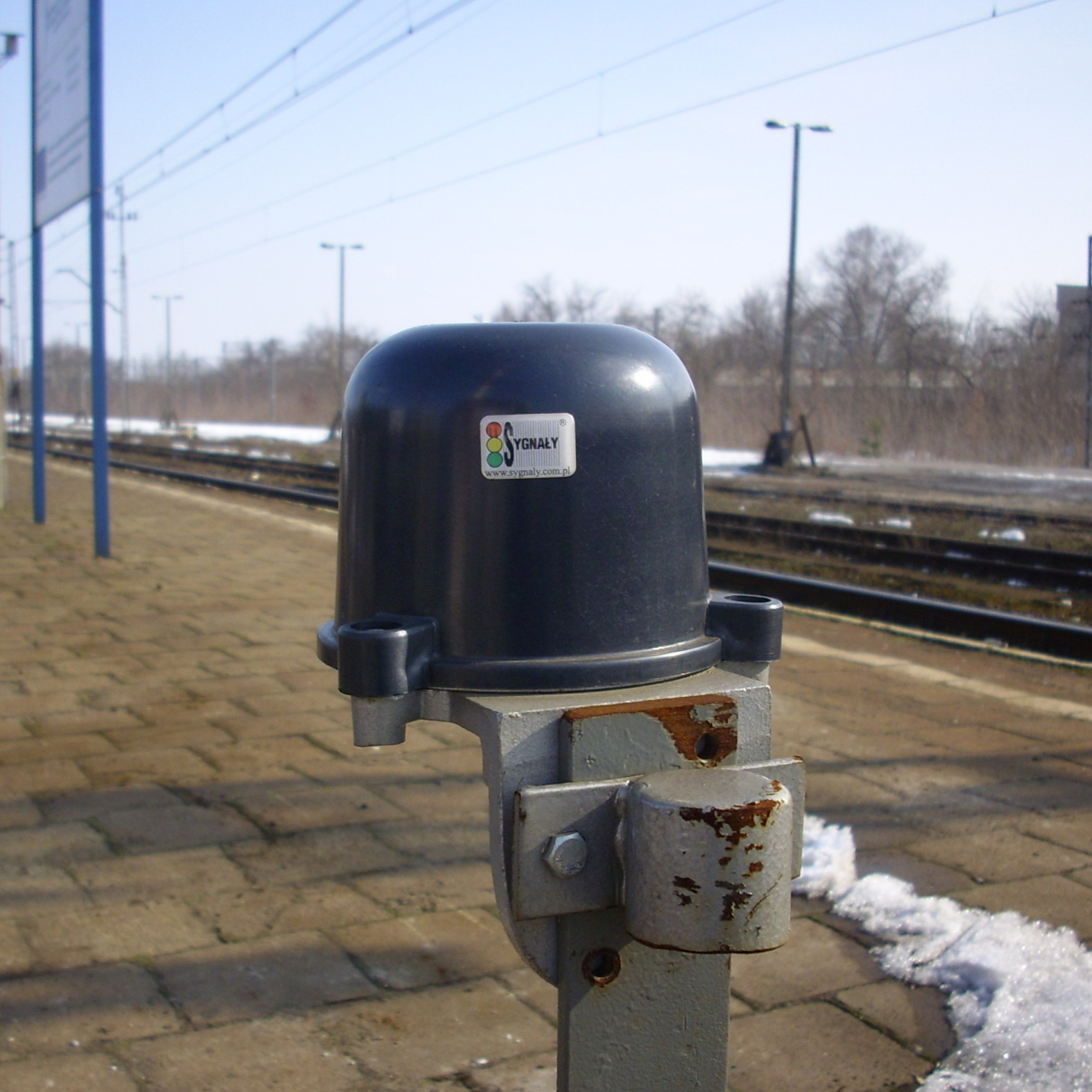
Buczek przy przejściu przez tory kolejowe
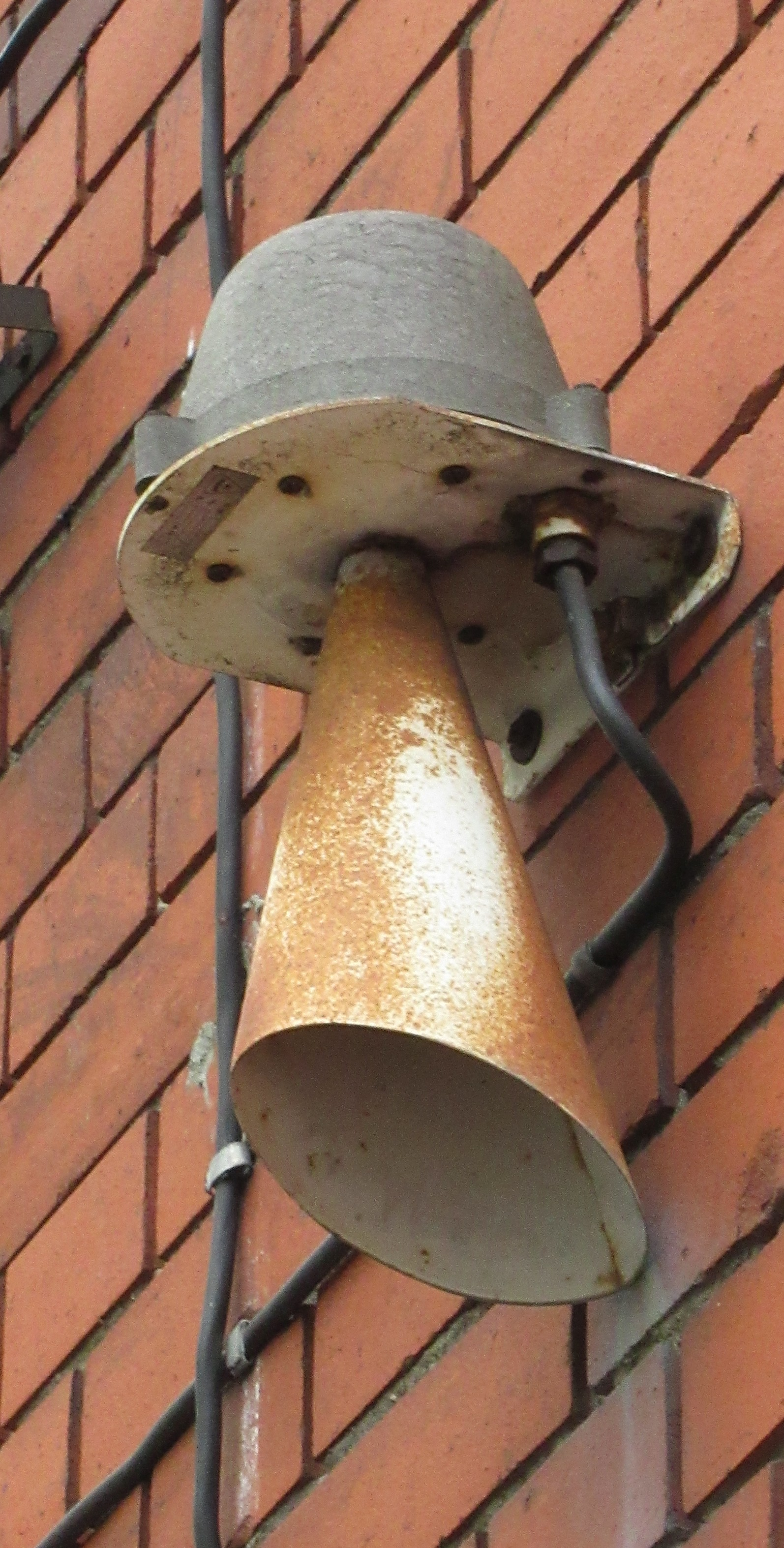
Buczek z tubą